# União das Freguesias de Souto Santa Maria, Souto São Salvador e Gondomar
Die União das Freguesias de Souto Santa Maria, Souto São Salvador e Gondomar ist eine portugiesische Gemeinde (Freguesia) im Kreis (Concelho) Guimarães, Distrikt Braga, im Nordwesten Portugals.

## Geschichte
Die Gemeinde entstand im Zuge der Gebietsreform vom 29. September 2013 durch die Zusammenlegung der ehemaligen Gemeinden Santa Maria de Souto, São Salvador de Souto  und Gondomar.
Santa Maria de Souto wurde Sitz der neuen Verwaltung.

## Demographie
| Freguesia | Freguesia                                        | Freguesia | Freguesia       | ehemalige Freguesias  | ehemalige Freguesias | ehemalige Freguesias | ehemalige Freguesias |
| --------- | ------------------------------------------------ | --------- | --------------- | --------------------- | -------------------- | -------------------- | -------------------- |
| Wappen    | Freguesia                                        | Einwohner | Fläche in (km²) | Wappen                | Freguesia            | Einwohner            | Fläche in (km²)      |
|           | Souto Santa Maria, Souto São Salvador e Gondomar | 2043      | 13,87           |                       | Santa Maria de Souto | 771                  | 4,41                 |
|           | Souto Santa Maria, Souto São Salvador e Gondomar | 2043      | 13,87           | São Salvador de Souto | 835                  | 4,96                 |                      |
|           | Souto Santa Maria, Souto São Salvador e Gondomar | 2043      | 13,87           | Gondomar              | 495                  | 4,51                 |                      |